# Eile mit Weile
Eile mit Weile (französischsprachige Schweiz: Hâte-toi lentement, italienischsprachige Schweiz und Norditalien: Chi va piano va sano!) ist ein Brettspiel, welches vor allem in der Schweiz bekannt ist. Dort gilt es sogar als eines der bekanntesten Brettspiele. Es ist eine Variante des Pachisi und somit verwandt mit dem deutschen Spiel Mensch ärgere Dich nicht.
Es gibt Spielbretter für bis zu vier Spieler und sogar für bis zu sechs Spieler – letztere sind aber eher selten und manchmal auf der Rückseite des Viererbrettes zu finden. Die Spiele mit Spielbrettern auf Karton werden heute häufig mit einem Mühle-Spiel oder einem Halma auf der Rückseite verkauft.
Zugleich ist Eile mit Weile ein Oxymoron, also ein rhetorisches Stilmittel aus zwei Begriffen mit gegensätzlichen Bedeutungen, das als Redewendung bekannt ist.

## Herkunft

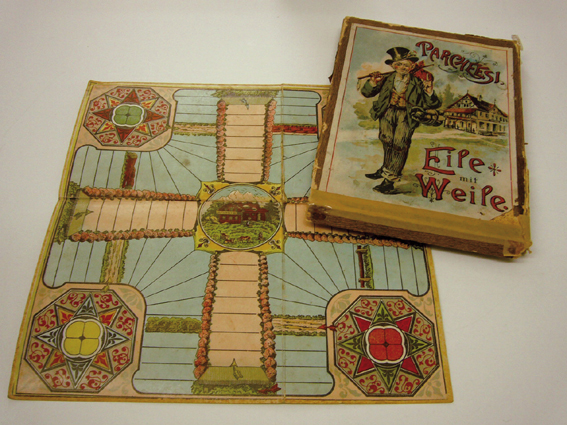
Spielbrett, Anfang 20. Jahrhundert

Eile mit Weile ist eine Abwandlung des altindischen Spieles Pachisi und ist stark mit dem spanischen Parchís, dem kolumbianischen Parqués und dem US-amerikanischen Parcheesi verwandt.
Das Spiel Pachisi ist im 6. Jahrhundert entstanden. Eile mit Weile ist aber deutlich weniger taktisch und strategisch ausgearbeitet als das ursprüngliche Pachisi. Die Regeln wurden sehr stark vereinfacht.
Eine Legende berichtet, dass im 16. Jahrhundert der Großmogul Akbar I. das Spiel im Freien mit sechzehn Haremssklavinnen anstelle von normalen Spielfiguren auf einem grossen marmornen Spielbrett gespielt haben soll.
Das Spiel kam erstmals im 19. Jahrhundert mit den Briten aus Indien nach Europa und danach in die USA. Um das Jahr 1863 kam es in abgeänderter Form als Patcheesi (später Parcheesi) oder als Game of India in die Läden. Gegen Ende des Jahrhunderts entstand aus dem Parcheesi in der Schweiz und Deutschland das Spiel Eile mit Weile. Im Jahr 1914 wurde Eile mit Weile von der 1785 gegründeten Spielwarenfabrik C. Abel Klinger aus Fürth (1972 von der Vereinigten Altenburger und Stralsunder Spielkartenfabriken AG gekauft) in Deutschland und auch in der Schweiz patentrechtlich geschützt, die Eintragung wurde 1918 erneuert. Das Spiel ist heute aber in Deutschland praktisch verschwunden, da ein neuer Pachisi-Abkömmling sehr beliebt wurde: Mensch ärgere Dich nicht erschien 1914 bei Schmidt Spiele und wurde vor allem in Deutschland sehr populär. Der Grund der Diversifikationen in den einzelnen Ländern könnte das Markenrecht gewesen sein. Ein leicht abgeändertes Spiel konnte problemlos veröffentlicht werden, das Original dagegen nicht.
Eile mit Weile scheint eine direkte Abwandlung des Spiels Parcheesi, The Game of India zu sein, welches von der Firma Selchow & Righter im Jahr 1874 herausgegeben wurde und urheberrechtlich geschützt war. Spieleschachteln aus der Jahrhundertwende und dem frühen 20. Jahrhundert trugen häufig beide Spielnamen, «Parcheesi» und «Eile mit Weile». Ebenso tragen frühere Bretter in den Ecken Sterne, die auch bei den ersten Parcheesi-Ausgaben auf Holz zu finden sind.
Eine Besonderheit des Eile mit Weile ist, dass die Mitte häufig aus einem Bild einer Herberge oder Stadt besteht und das Spiel so den Weg von Zuhause in die Stadt oder Herberge darstellt. Es hiess früher nicht nur Eile mit Weile, sondern auch Der Weg zur Herberge, Mit Bedacht zum Ziel oder Immer vorwärts.

## Spielbrett

Spielbrett schematisch

In der Mitte ist ein Kreis oder ein Achteck mit einem Bild. Ziel ist es, alle Figuren in diesen Kreis zu ziehen. In dieses Mittelfeld führen vier sogenannte Treppen mit sieben Feldern in den Figurenfarben. Rund herum sind weisse und braune Felder angeordnet. Weisse Felder sind normale Zugfelder und braune Felder heissen «Bänke». In früheren Spielbrettern waren statt brauner Felder an diesen Positionen kleine Sitzbänke eingezeichnet. In den vier Ecken befinden sich je vier runde Startfelder in den Figurenfarben.

## Spielregeln

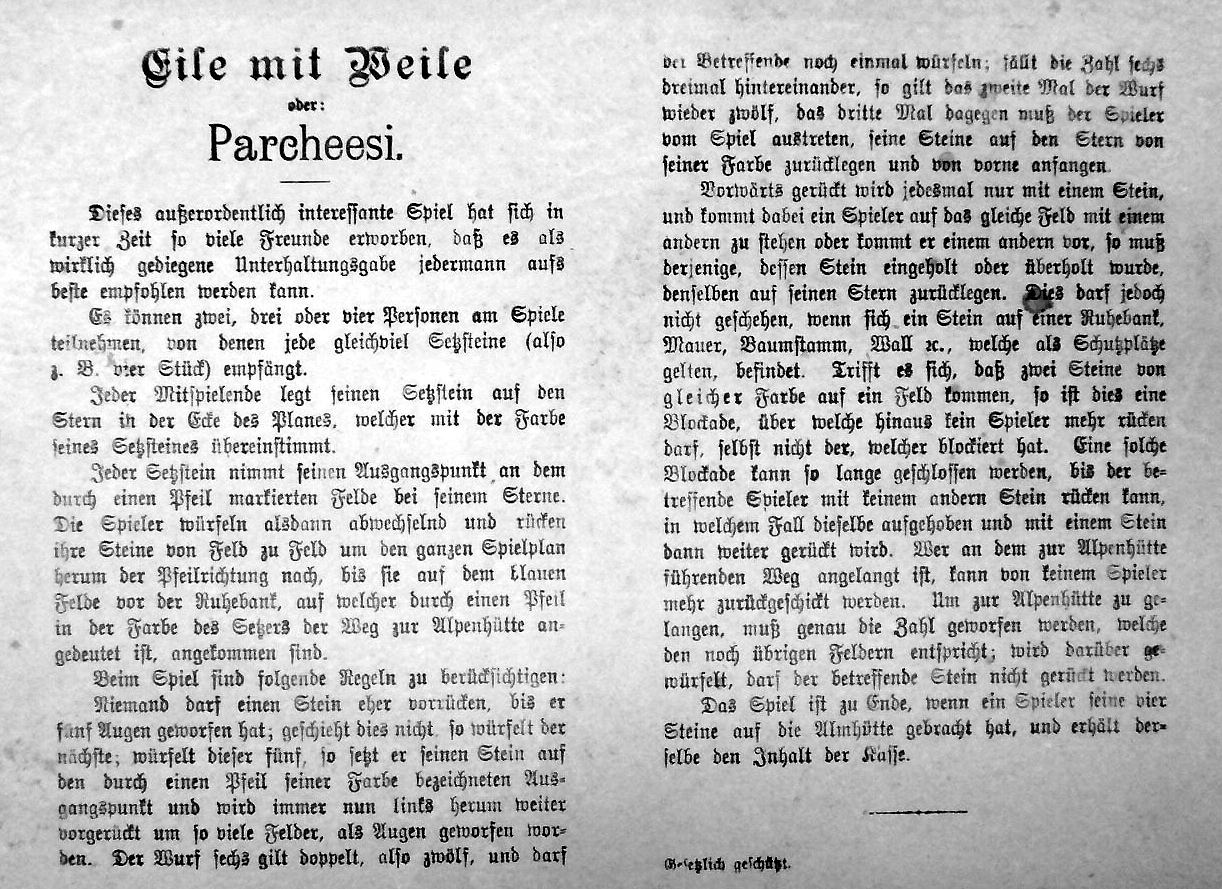
Regeln eines Eile mit Weile des frühen 20. Jahrhunderts

### Vorrunde
Es spielen zwei bis vier Spieler gegeneinander. Diese wählen eine Farbe und setzen die Spielsteine in die runden gleichfarbigen Felder. Es beginnt derjenige Spieler, der in einer Auslosrunde die höchste Würfelzahl würfelt.

### Spielzüge
Beim Spiel zählt beim Würfel die Seite 6 doppelt und wird auch Zwölf genannt. Gezogen wird gegen den Uhrzeigersinn. (Frühere Spielbretter kannten auch den Uhrzeigersinn als Zugrichtung.) Die Spieler wechseln  sich ebenfalls gegen den Uhrzeigersinn ab.
Nun geht das Spiel reihum. Jeder Spieler würfelt und macht seine Züge. Würfelt ein Spieler eine Zwölf, darf er nochmals würfeln. Würfelt ein Spieler dreimal Zwölf hintereinander, muss er alle seine Figuren, die sich noch nicht im Zielkreis befinden, wieder auf ihre Startposition («daheim») stellen und darf nicht mehr würfeln.
Wenn dieser Fall nicht eintritt, kann der Spieler die Augenzahlen der einzelnen Würfe auf seine Figuren aufteilen. Beispiel: Würfelt der Spieler zweimal Zwölf und dann eine Fünf, kann er mit der einen Figur vierundzwanzig Felder ziehen und mit der Fünf eine neue Figur ins Spiel bringen. Eine Figur, die neu ins Spiel kommt, darf sich aber in der ersten Runde noch nicht fortbewegen.
Können Augenzahlen nicht gespielt werden, verfallen sie. Es herrscht Zugzwang: Kann ein Spieler noch mit einer Figur ziehen, dann muss er auch.
Würfelt der Spieler eine Fünf, muss er, wenn er noch keine Figur auf den Spielfeldern hat, oder alle seine aktiven Figuren blockiert sind, eine Figur von den Startfeldern auf das Spielbrett stellen. Das erste Spielfeld ist immer die Bank zwischen den Startfeldern und der eigenen Treppe. Hat er bereits eine Figur auf den Spielfeldern, kann er entscheiden, ob er mit einer neuen Figur ins Spiel kommt oder eine bereits aktive Figur zieht.

### Figuren schlagen
Gegnerische Figuren (Spielsteine) können auf weißen Feldern geschlagen werden. Wenn ein andersfarbiger Spielstein auf ein besetztes Feld gelangt, so wird der dort stehende Spielstein geschlagen. Auch alle überholten gegnerischen Spielsteine gelten als geschlagen und müssen zurück auf die Ausgangsfelder.
Steht eine Figur auf einer Bank (braunem Spielfeld), kann sie nicht geschlagen werden.
Eine geschlagene Figur wird «heimgeschickt», also auf ihre Startposition zurückgestellt.

### Blockaden errichten
Stehen zwei gleichfarbige Figuren auf einem Feld (Bank oder weisses Feld), errichten sie eine Blockade. Diese Blockade ist für sämtliche Spielfiguren verbindlich, auch für die Figuren desjenigen Spielers, der die Blockade errichtet hat. Die Blockade bleibt solange bestehen, bis der Spieler eine Figur wegzieht oder wegziehen muss. Es können sich somit auf einem Feld mit einer Blockade nie mehr als zwei Figuren befinden. Eine Blockade endet, wenn der Spieler eine blockadebildende Figur wegzieht.

### Treppen und Ziel
Die Treppen sind für andersfarbige Figuren tabu. Jeder Spieler muss über die eigene Treppe ins Ziel gelangen. Eine Figur kann aber nur mit einer genau passenden Augenzahl ins Ziel eintreten. Steht z. B. die Figur auf dem letzten Treppenfeld, muss zwingend eine Eins gewürfelt werden.
Die Figuren auf der Treppe müssen bei dreimal Zwölf ebenso in die Startfelder zurückgesetzt werden. Nur die Figuren im Zielfeld bleiben von dieser Aktion verschont.
Verpasst ein Spieler seine Treppe, zum Beispiel weil er erpicht darauf ist, eine andere Figur zu schlagen, muss er eine Ehrenrunde einlegen. Dies kann im Spielverlauf bei unaufmerksamen Spielern tatsächlich vorkommen.
Gewonnen hat derjenige Spieler, der alle seine Figuren ins Ziel gebracht hat. Meistens spielen dann die übrigen Spieler weiter, bis eine vollständige Rangfolge von Gewinner zu Verlierer feststeht.

### Abgrenzung
Es geht aus den Spielregeln nicht ganz hervor, ob sich zwei gegnerische Figuren auf einer Bank treffen dürfen. Dies ist beim Parcheesi nicht erlaubt. In den Spielregeln für «Eile mit Weile» steht dies aber nicht explizit. Es wird deshalb häufig so gespielt, dass mehrere gegnerische Figuren auf einer Bank stehen können. Deshalb kann eine Blockade auf einer Bank noch eine gegnerische Figur haben, wenn sie sich vor Blockadenbildung bereits auf diesem Feld befunden hat.

## Varianten

### Moderne Variante in der Schweiz
Seit den 1980er Jahren hat sich eine Spielvariante herausgebildet: Hier werden Figuren nicht geschlagen, indem ein Spielstein auf ein weisses Feld einer gegnerischen Figur gezogen wird, sondern ausschliesslich, indem sie überholt wird. Dies kann nun in einem oder zwei Zügen geschehen. In einem Zug werden alle gegnerischen Figuren auf weissen Feldern nach Hause zurückgestellt, die zwischen dem Ausgangsfeld und dem Zielfeld der gezogenen Figur stehen. Zieht eine Figur auf ein Feld der gegnerischen Figur, so bleibt diese stehen und darf im nächsten Zug auch weiterbewegt werden. Blieb sie aber auf der Stelle stehen und die angreifende Figur zieht im zweiten Zug an ihr vorbei, so wurde die gegnerische ebenfalls überholt und muss zurückgestellt werden.
Auch die Blockaden erfuhren eine Regeländerung: Eine Blockade ist nur für diejenigen gegnerischen Figuren verbindlich, die sich noch nicht bei der Errichtung der Blockade auf dem gesperrten Feld befanden. Es dürfen nun gegnerische Figuren auf das blockierte Feld gezogen werden, aber sie dürfen nicht weitergezogen werden. Ebenso wird die Verbindlichkeit häufig anders festgelegt: Für die Figuren derselben Farbe ist eine Blockade unverbindlich.
Die gewürfelte Sechs ist bei manchen neuen Spielanleitungen eine gefahrene Sechs und keine Zwölf wie bei früheren Spielregeln.

### Variante von Carlit
Dem heute erhältlichen Spiel der Firma Carlit, wurde eine Regel beigelegt, bei der die über mindestens ein Jahrhundert geltende Regel des «Überholens» fehlt. Ebenso wird auf dieser Schachtel nicht mehr «Chi va piano va sano» als italienische Bezeichnung, sondern «Pachisi» wie das indische Original angegeben. Diese Änderungen sind wahrscheinlich auf mangelnde Sorgfalt seitens der Herstellerfirma zurückzuführen.

### Brändi Dog
Eine weitere, in Schweiz populäre Variante ist Brändi Dog. Herausgeber ist eine Arbeitsintegrations-Stiftung für behinderte Jugendliche und Erwachsene. Während das grundlegende Spielprinzip beibehalten wurde, wird anstelle mit Würfeln mit Bridge-Karten gespielt. In jeder Runde erhält jeder Spieler 6, 5, 4, 3, 2, 6, 5, 4... Karten. Ist er an der Reihe, muss der Spieler eine seiner Karten einsetzen. Ist dies unmöglich, muss er die ganze Runde aussitzen, bis neue Karten verteilt werden. Das "Heimschicken" einer Figur ist möglich, wenn die eigene Figur auf demselben Feld wie die gegnerische Figur landet. Eine Blockade wird errichtet, wenn eine Figur auf dem gleichfarbigen Start-Feld sitzt. Brändi Dog wird auf zusammensteckbaren Holzelementen gespielt; verschiedene Sets ermöglichen das Spiel mit zwei bis sechs Spielern.
| Karte              | Aktion |
| ------------------ | --- |
| Ass                | Start, 1 oder 11 Züge                                                                                              |
| König              | Start oder 13 Züge                                                                                                 |
| Dame               | 12 Züge |
| 4                  | 4 Züge vor- oder rückwärts                                                                                         |
| Bube               | Eigene Figur mit jener eines Partners bzw. Gegners tauschen                                                        |
| Joker              | wird wie eine beliebige andere Karte eingesetzt                                                                    |
| 7                  | 7 Züge vorwärts, sie können auf mehrere Figuren verteilt werden. Überholte Figuren gelangen zurück in den Zwinger. |
| andere Zahlenkarte | Züge vorwärts einer einzelnen Figur, gemäss der Zahl                                                               |